# جيرهارد روداكس
جيرهارد روداكس (بالألمانية: Gerhard Rodax)‏ (مواليد 29 أغسطس 1965) هو لاعب كرة قدم. يلعب مع منتخب النمسا لكرة القدم. سبق له أن لعب في كأس العالم لكرة القدم مع منتخب بلاده.

## مسيرته الكروية
لعب جيرهارد روداكس خلال مسيرته الاحترافية مع 3 أندية في ثلاثة عشر موسمًا وسجل خلالها 105 هدف ضمن 273 مباراة. حيث فاز في موسمين بالكأس ولم يفز بأي دوري.
خاض جيرهارد روداكس مسيرته مع نادي أدميرا فاكر مودلينغ في موسم 1982–83 في المرة الأولى ليلعب معه ثمانية مواسم ثم في موسم 1995–96 لمدة موسم واحد، مشاركًا طوالها في 203 مباراة سجل خلالها 84 هدفًا. ثم انتقل إلى نادي أتلتيكو مدريد في موسم 1990–91 ولمدة موسمين، حيث شارك في 27 مباراة سجل خلالها 9 أهداف. لينتقل بعدها إلى نادي رابيد فيينا في موسم 1991–92 ولمدة موسمين، مشاركًا في 43 مباراة سجل خلالها 12 هدفًا.

## روابط خارجية
- جيرهارد روداكس على موقع الاتحاد الدولي (مؤرشف)  (الإنجليزية)
- جيرهارد روداكس على موقع قاعدة بيانات كرة القدم.إي يو (الإنجليزية)
- جيرهارد روداكس على موقع ناشيونال فوتبول تيمز (الإنجليزية)
- جيرهارد روداكس على موقع عالم كرة القدم.نت (الإنجليزية)